# Loboscelidia flavipes
Loboscelidia flavipes  (лат.) — вид ос-блестянок рода Loboscelidia из подсемейства Loboscelidiinae (Chrysididae). Юго-Восточная Азия: Вьетнам (провинция Ниньбинь, национальный парк Кукфыонг; 20°21′01.9′′ N, 105°35′37.0′′ E).

## Описание
Мелкие осы-блестянки (длина около 3 мм). Тело, усики и ноги желтовато-коричневые; лентовидные волоски беловато-желтые. От близких видов отличается следующими признаками: скробальная бороздка отсутствует; голени с более или менее развитыми фланцами, более чем в 0,3 раза превышающими ширину трубчатой части передней голени. Усики прикрепляются горизонтально на носовом фронтальном выступе. Голова сзади переходит в шееподобный выступ, покрытый щетинками. Тегулы очень крупные, покрывают основания крыльев. В передних крыльях отсутствуют стигма, костальная и субкостальная жилки. Предположительно, как и другие виды своего рода, паразитоиды, в качестве хозяев используют яйца палочников (Phasmatodea). Вид был впервые описан в 2023 году японскими гименоптерологами Yu Hisasue и Toshiharu Mita (Entomological Laboratory, Университет Кюсю, Фукуока, Япония) и вьетнамским энтомологом Thai-Hong Pham (Mientrung Institute for Scientific Research, Вьетнамская академия наук и технологий (VAST), Хюэ, Вьетнам).